# プレイグランド feat.HUNGER
「プレイグランド feat.HUNGER」はMiss Mondayのシングル。2003年5月21日発売。2ndアルバム「NATURAL」収録。

## 概要
2nd Albumからのリカットシングル。世界のトップHIPHOPプロデューサーの一人DJ MITSU THE BEATSをプロデューサーに迎え、彼の実弟HUNGERをフィーチャーした跳ねの効いたJAZZY HIPHOPになっている。カップリングには現在のMiss Mondayの盟友BIGGA RAIJIと邂逅を遂げた「Tiny & Bigga」収録。

## 収録曲
1. プレイグランド feat.HUNGER
2. Tiny & Bigga feat.BIGGA RAIJI
3. プレイグランド feat.HUNGER remix
4. 灯 feat.CHAPPIE remix

## 収録アルバム
- オリジナル『NATURAL』（2003年4月23日）